# 연수동 (충주시)
연수동(連守洞)은 충청북도 충주시의 북서쪽에 위치한 행정동이다. 충주시 인구의 18.7%를 차지하는 충주에서 가장 큰 행정동이다.
힐스테이트 및 리슈빌 아파트가 들어서면서 신 택지지구를 형성, 새로운 변화가로 떠오르는 동이다. 일명 '신연수동' 줄여서 '신수동'이라고 불린다.

## 연혁
- 1895년 충주군 설치. 충주군 북변면
- 1912년 구한국지방행정구역명칭일람에 충주군 북변면으로 32리 관할
- 1914년 4월 1일, 행정구역 폐합으로 연원, 동수동, 대가미리, 칠지동의 일부를 병합하여 연수리라 해서 충주군 읍내면에 편입
- 1917년 읍내면을 충주면으로 개칭
- 1931년 4월 1일, 충주면을 충주읍으로 승격
- 1956년 7월 8일, 충주읍을 충주시로 승격하면서 충주시 연수동으로 개칭

## 특이사항
- 연수지구는 대한주택공사 산하의 주공아파트와 낙원아파트, 세원 한아름 아파트, 삼성건설 아파트 등이 밀접한 구 연수지구와 현대건설 힐스테이트, 계룡건설 리슈빌 등의 새 아파트 주변 지역의 신 연수지구로 분류한다. 새로운 번화가로 떠오르는 곳은 현대건설 힐스테이트 등이 들어선 새 아파트 주변 지역의 신 연수지구를 말한다. 세원 한아름 주변의 프린스 호텔 근처 지역이 연수동 원래의 번화가였으며, 이후에는 자연스럽게 신 연수지구로 그 상권이 이동하는 추세이다. 이로 인해 충주 시민들은 신 연수지구를 "신 연수동", "신수동" 등으로 부른다. 현재, 푸르지오 2차 아파트가 갱고개 인근에 건축 중이다. 옛 중원군청 자리에 건설 중인 센트럴 푸르지오가 완공되면, 신 연수지구 및 연수동의 규모는 지금보다 더 커질 전망이다.

## 주요 기관

### 초등학교
- 연수초등학교
- 국원초등학교
- 중앙초등학교

## 주거지구
| 단지명               | 건설사         | 시행사             | 주소           | 입주        | 비고             |
| -------------------- | -------------- | ------------------ | -------------- | ----------- | ---------------- |
| 연수주공 6단지       | 삼능건설㈜     | 대한주택공사       | 금곡서1길 3    | 2007년 4월  | 국민임대         |
| 연수주공 7단지       | 동원시스템즈㈜ | 대한주택공사       | 갱고개로 230   | 2009년 12월 | 국민임대         |
| 연수 아이파크        | 현대산업개발   | 현대산업개발       | 연수로1길 12   | 2006년 6월  |                  |
| 연수 힐스테이트      | 현대건설       | 도시공간㈜         | 연수동산로 26  | 2007년 7월  |                  |
| 연수 리슈빌 1차      | 계룡건설산업   | ㈜리드산업개발     | 연수동산로 12  | 2007년 7월  |                  |
| 연수 리슈빌 2차      | 계룡건설산업   | ㈜케이티에스테이트 | 연수서편2길 32 | 2016년 2월  |                  |
| 충주 센트럴 푸르지오 | 대우건설       | ㈜아시아신탁       | 연수서편2길 11 | 2018년 8월  | 옛 중원군청 부지 |